# Stillahavsrocka
Stillahavsrocka (Raja stellulata) är en rockeart som beskrevs av Jordan och Gilbert 1880. Stillahavsrocka ingår i släktet Raja och familjen egentliga rockor. Inga underarter finns listade i Catalogue of Life.
Arten förekommer i östra Stilla havet vid Nordamerikas kustlinje från Vancouverön till norra Baja California. Ibland utförs vandringar fram till Alaska. Den dyker till ett djup av 980 meter. Den maximala längden är för hannar 72 cm och för honor 76 cm. Honor lägger ägg och ungarna är 15 till 22 cm långa när äggen kläcks. Honor blir efter cirka 15 år könsmogna när de är ungefär 69 cm långa. Samma värden för hannar är 13 år och 65 cm. De vuxna exemplarens livslängd är kort efter fortplantningen.
Några exemplar hamnar som bifångst i fiskenät. Hela populationen anses vara stor. IUCN kategoriserar arten globalt som livskraftig.